# Barrage de Rochebut
 (novembre 2020).
Le barrage de Rochebut est un barrage sur le Cher situé sur la commune de Mazirat, dans le département de l'Allier en France. Construit de 1906 à 1909, il est associé à une centrale hydroélectrique .

## Localisation
Le barrage de Rochebut barre la haute vallée du Cher à 12 km en amont de Montluçon. Il est situé immédiatement en amont du barrage de Prat et en aval du site envisagé pour le barrage de Chambonchard, dont la construction a été abandonnée le 4 août 1999.
Son lac de retenue s'étend sur 170 hectares (20 km)[Information douteuse] dans la haute vallée du Cher, au sortir du plateau granitique des Combrailles et à l'entrée du pays gréseux du Bocage bourbonnais. La Tardes, affluent de rive gauche du Cher, conflue dans le lac de barrage.
Le lac est partagé entre les communes de Mazirat et Teillet-Argenty dans l'Allier, Budelière et Évaux-les-Bains dans la Creuse. 

## Caractéristiques

### Barrage
Il s'agit d'un barrage poids-voûte en maçonnerie haut de 48,5 m et long de 98,4 m. Il est épais de 47 m à sa base et 7 m à son sommet. 
Il est équipé d'un déversoir long de 175 m, permet de réguler le flux du Cher en aval vers le barrage de Prat avec un débit maximum de 1650 m3/s basé sur la cote de retenue de 298,96 NGF[pas clair]. L'ouvrage a connu une visite décennale en 2015.

### Centrale hydroélectrique
L'usine électrique initiale (1913) était située 500 m à l'aval du barrage. La nouvelle usine, exploitée par EDF, a été construite au pied du barrage et a été mise en service en 1965. Elle est équipée d'une turbine Francis à axe vertical, capable de turbiner un débit de 50 m3/s[source insuffisante]. Sa production électrique s'élève à 45 GWh par an.

## Activité touristique
Son plan d'eau abrite depuis 1973 une base de moto-nautisme et de pêche (classée 2e catégorie).

## Sécurité
Il possède, comme tout ouvrage de cette importance, son plan particulier d'intervention en cas de rupture.